# Robert Dulmers

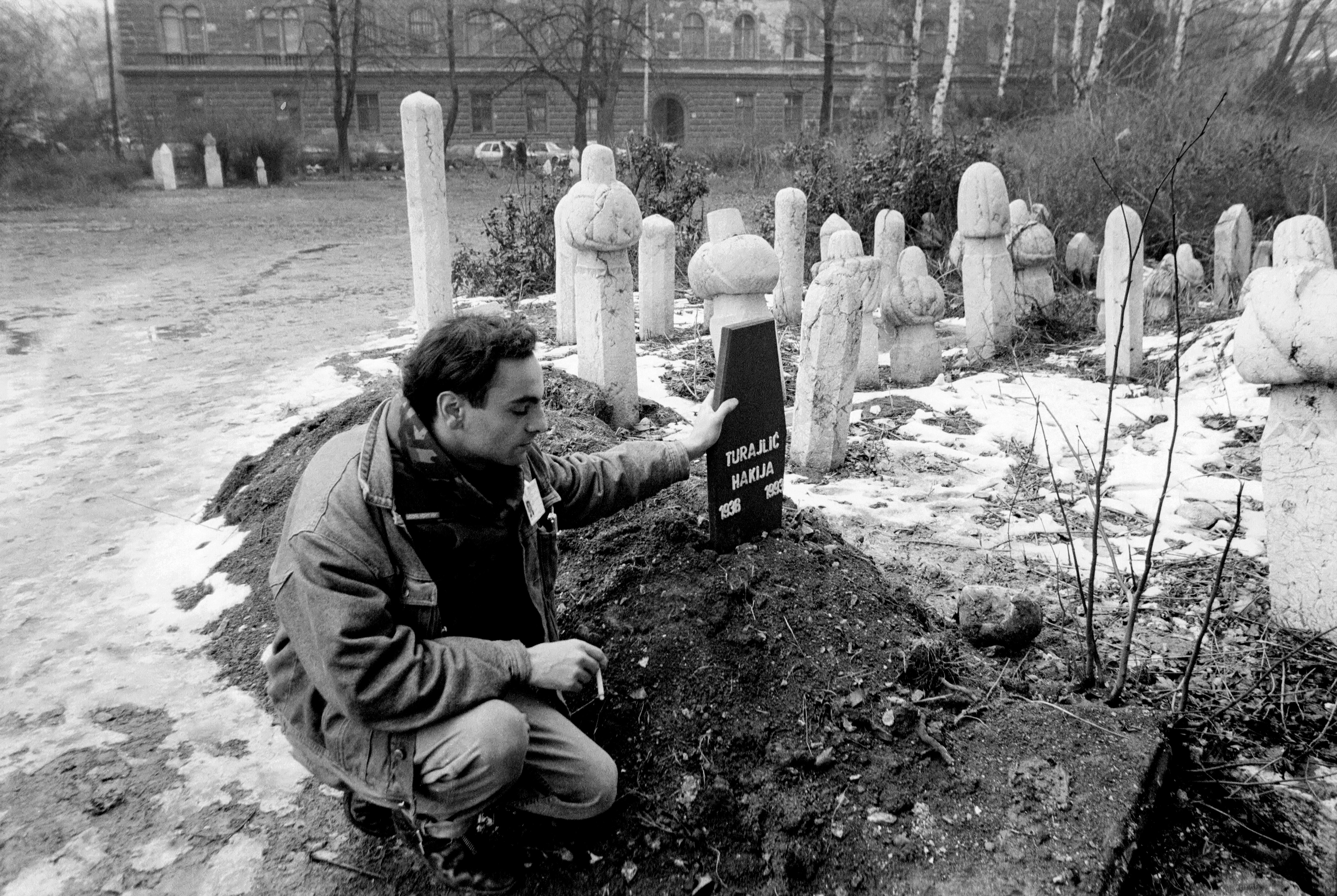
Robert Dulmers in maart 1993 naast het graf van vice-premier Hakija Turajlić (Sarajevo).

Robert Dulmers (Wenen, 12 juni 1965) is een Nederlandse schrijver en journalist.
Als freelance programmamaker werkte hij in 1981-1982 bij VPRO's actualiteitenprogramma BG-TV. Daarnaast schreef hij samen met Frits Abrahams een reeks artikelen in het weekblad Vrij Nederland.
Hij studeerde wijsbegeerte aan de Universiteit van Amsterdam. In september 1991 vertrok hij naar Graz voor een praktijkjaar bij de jezuïetenorde. Vanuit Graz reisde Dulmers naar Kroatië waar de Joegoslavische Burgeroorlog zojuist was uitgebroken. Aldaar deed hij vanaf het front van Oost-Slavonië verslag voor de Nederlandse radio. In de daaropvolgende jaren woonde hij als correspondent afwisselend in Osijek, Zagreb, Split en Sarajevo.
Op 19 mei 1992 werd Dulmers, die als verslaggever meereisde in een voedselkonvooi van de UNHCR, in de Bosnische plaats Doboj door Servische paramilitairen gearresteerd op verdenking van spionage. Na bemiddeling van het Internationale Rode Kruis kwam hij op 29 mei weer vrij. De Servische militieleider Nikola Jorgic werd mede op basis van Dulmers' getuigenis op 26 september 1997 door het Oberlandesgericht te Düsseldorf op 11 aanklachten van volkerenmoord tot levenslange gevangenisstraf veroordeeld. Over zijn ervaringen in het voormalige Joegoslavië schreef hij de autobiografische roman Zwart.
In 1997-1998 studeerde Dulmers in opdracht van de bisschop van Haarlem, theologie op de Pauselijke Universiteit Gregoriana in Rome. In de laatste levensjaren van paus Johannes Paulus II schreef hij het boek Wachten op witte rook - De opvolging van Johannes Paulus II. In 2005 gaf Dulmers commentaar op het conclaaf voor het actualiteitenprogramma NOVA.
Dulmers is naar zeggen de enige westerse journalist in jaren die met toestemming van het regime langere tijd in Syrië mocht verblijven, waar sinds de opstand in 2011 een burgeroorlog gaande is. In 2016 bracht hij het boek Bonbons voor mevrouw Assad uit, gebaseerd op eigen ervaringen uit die periode en een weergave van gesprekken met diverse mensen op allerlei posities. Opmerkelijk zijn daarbij de regelmatige bezoeken aan het paleis van Assad.
Dulmers publiceerde onder andere in Vrij Nederland, De Groene Amsterdammer, NRC Handelsblad, Knack, het Reformatorisch Dagblad en het Nederlands Dagblad en woont afwisselend in Amsterdam, Caïro, New York en Wenen.
In 2022 deed hij verslag van de Russische invasie in Oekraïne. Op 3 april dat jaar werd hij Oekraïne uitgezet en werd hem voor tien jaar de toegang tot het land ontzegd, omdat hij, volgens de Oekraïense regering, staatsgeheimen had gepubliceerd door beelden van een raketinslag in Odessa openbaar te maken. Volgens Sjirk Kuijper, hoofdredacteur van het Nederlands Dagblad, opdrachtgever van Dulmers, lag de achtergrond van de uitzetting in de vriendschap die Dulmers enkele jaren daarvoor had gehad met Thierry Baudet, uitgesproken voorstander van Vladimir Poetin.

## Boeken
- Phaëthon (1989) (Picaron Editions). ISBN 9071466426
- Zwart (2003) (Meulenhoff). ISBN 90 290 7311 X
- Wachten op witte rook - De opvolging van Johannes Paulus II (2004) (Meulenhoff) ISBN 90 290 7575 9
- Bonbons voor mevrouw Assad-Achter de linies van het Syrische regime (2016) (Meulenhoff) ISBN 978-90-290-9129-9

## Prijzen en Nominaties
- 2016 Winnaar De Loep - Nederlandse/Vlaamse Prijs voor Onderzoeksjournalistiek
- 2016 Nominatie voor de Lira Scherpenzeel Prijs voor Buitenlandjournalistiek
- 2017 Nominatie voor de Bob den Uyl-prijs

- Gemeinsame Normdatei: 174164408
- International Standard Name Identifier: 0000 0000 3937 1010
- Library of Congress Control Number: nb2005004153
- Nederlandse Thesaurus van Auteursnamen: 074504282
- Virtual International Authority File: 267604848
- WorldCat: E39PBJw4CqPGFYCG7Dttbm3RKd